# Rašeliniště Kaliště
Rašeliniště Kaliště je přírodní rezervace poblíž obce Jihlávka v okrese Jihlava v nadmořské výšce 650–650 metrů. Oblast spravuje Krajský úřad Kraje Vysočina. Důvodem ochrany je zachování rašeliniště lučního typu se vzácnou a ohroženou květenou.

## Přírodní poměry

### Flora
Z mechorostů zde bylo zaznamenáno 47 druhů, z toho 17 druhů červeného seznamu ČR (1 CR, 1 EN, 2 VU, 5 LR-nt, 8 LC-att); v minulosti i současnosti jedna z nejvýznamnějších bryologických rašelinných lokalit na Českomoravské vrchovině; dosud zde rostou malé populace několika ohrožených mechů - Meesia triquetra, Paludella squarrosa, Hamatocaulis vernicosus a Calliergon giganteum.

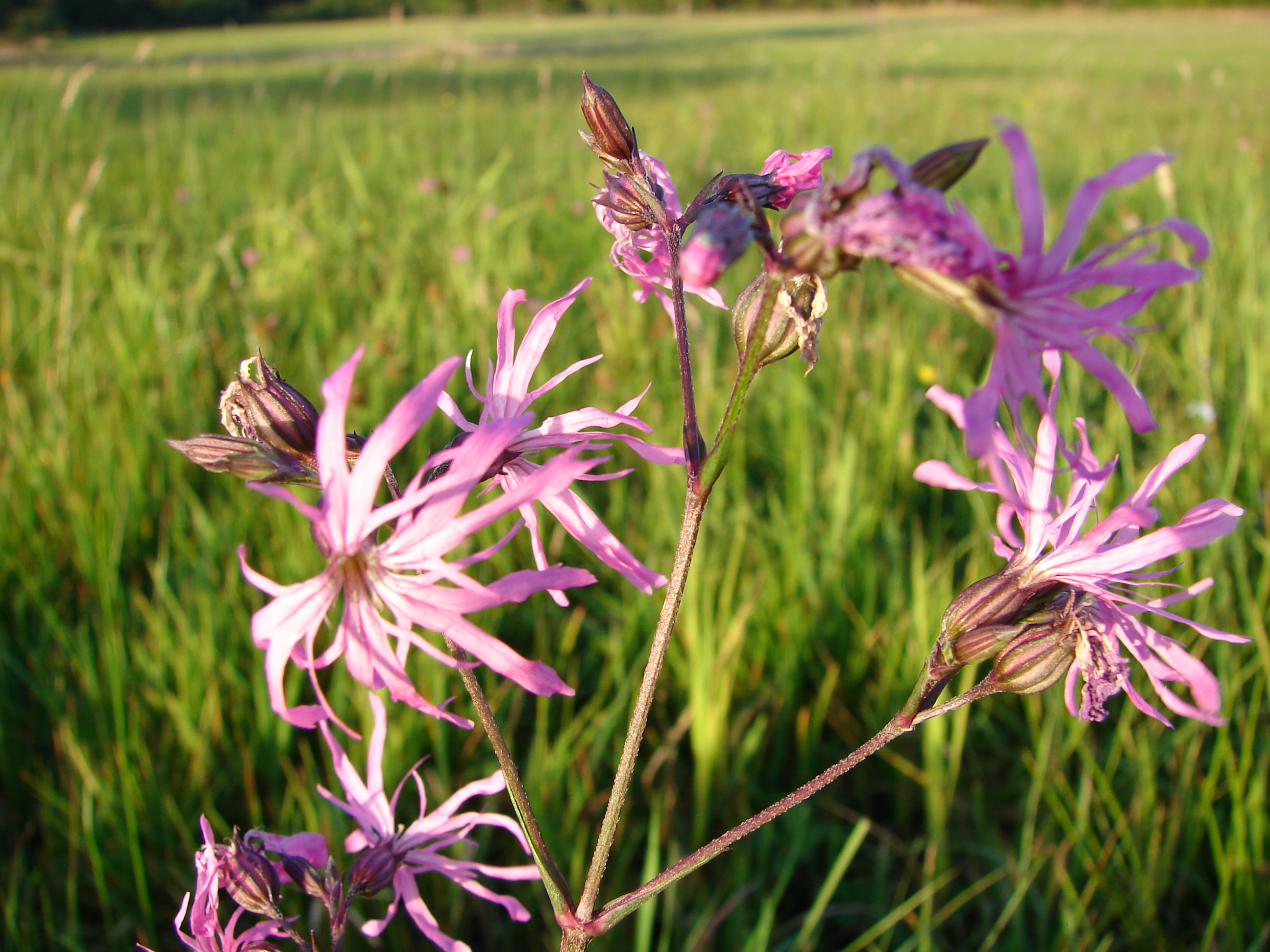
Kohoutek luční
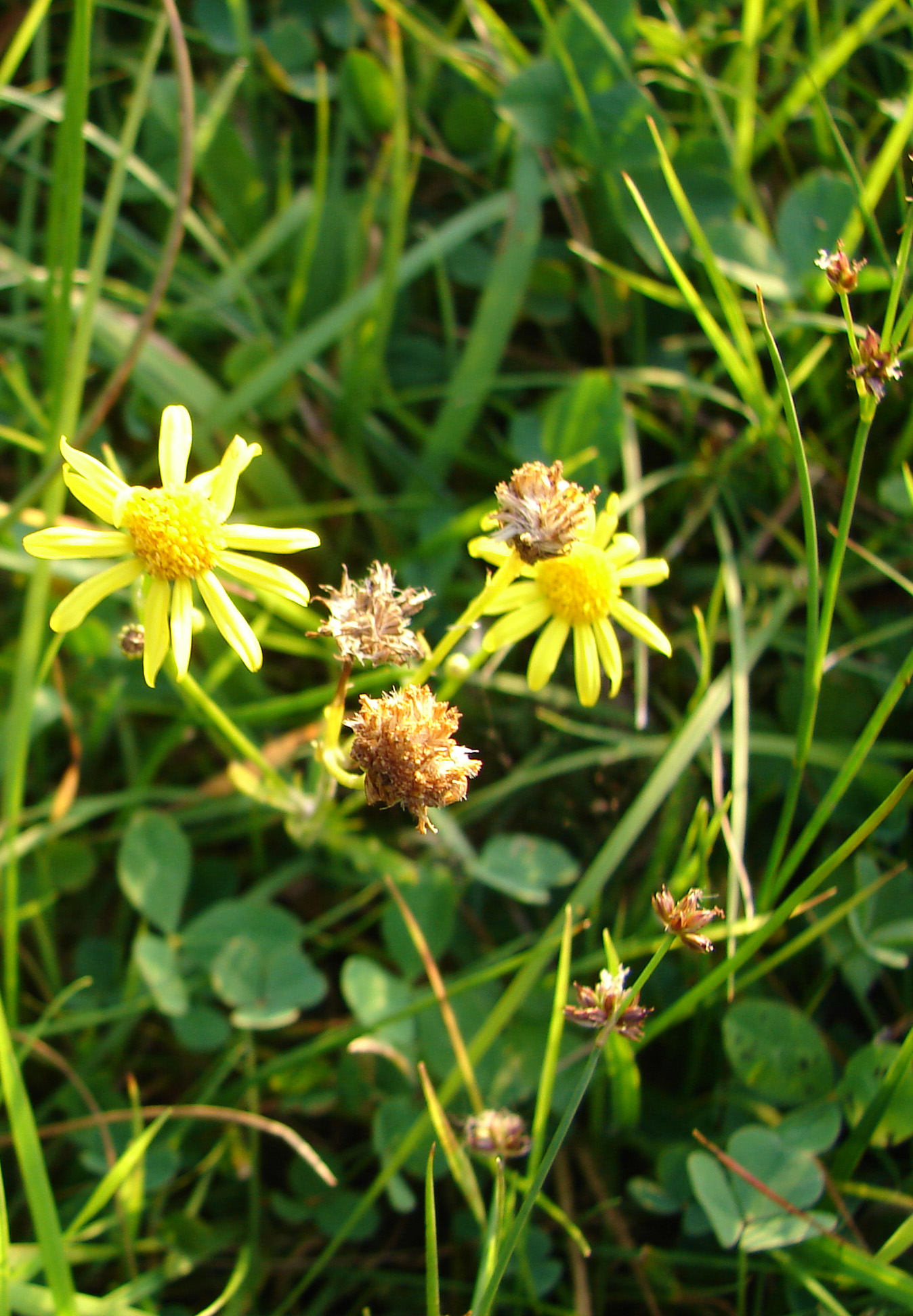
Flora
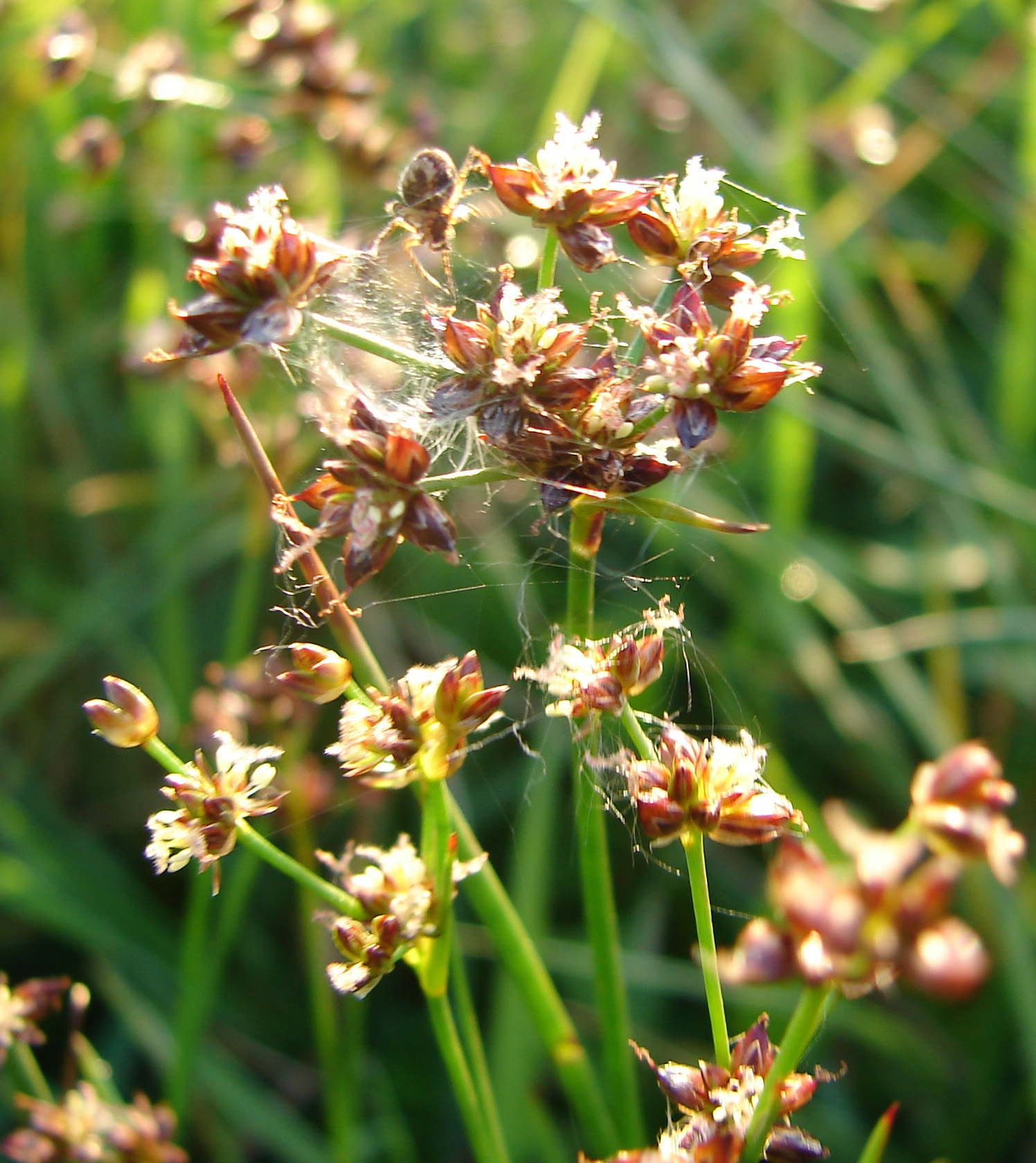
Flora

## Galerie

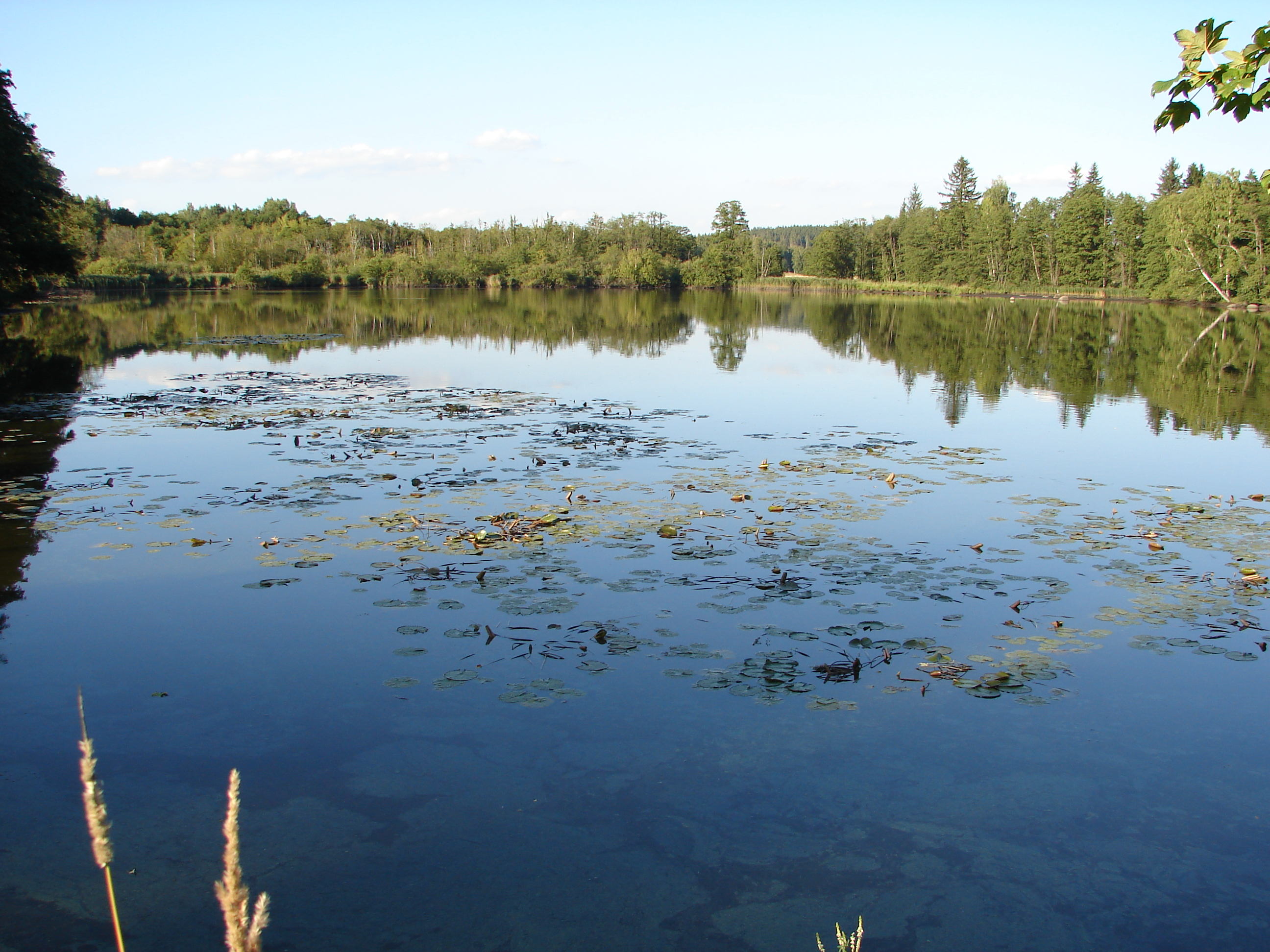
Bělohradský rybník, v pozadí PR Kaliště
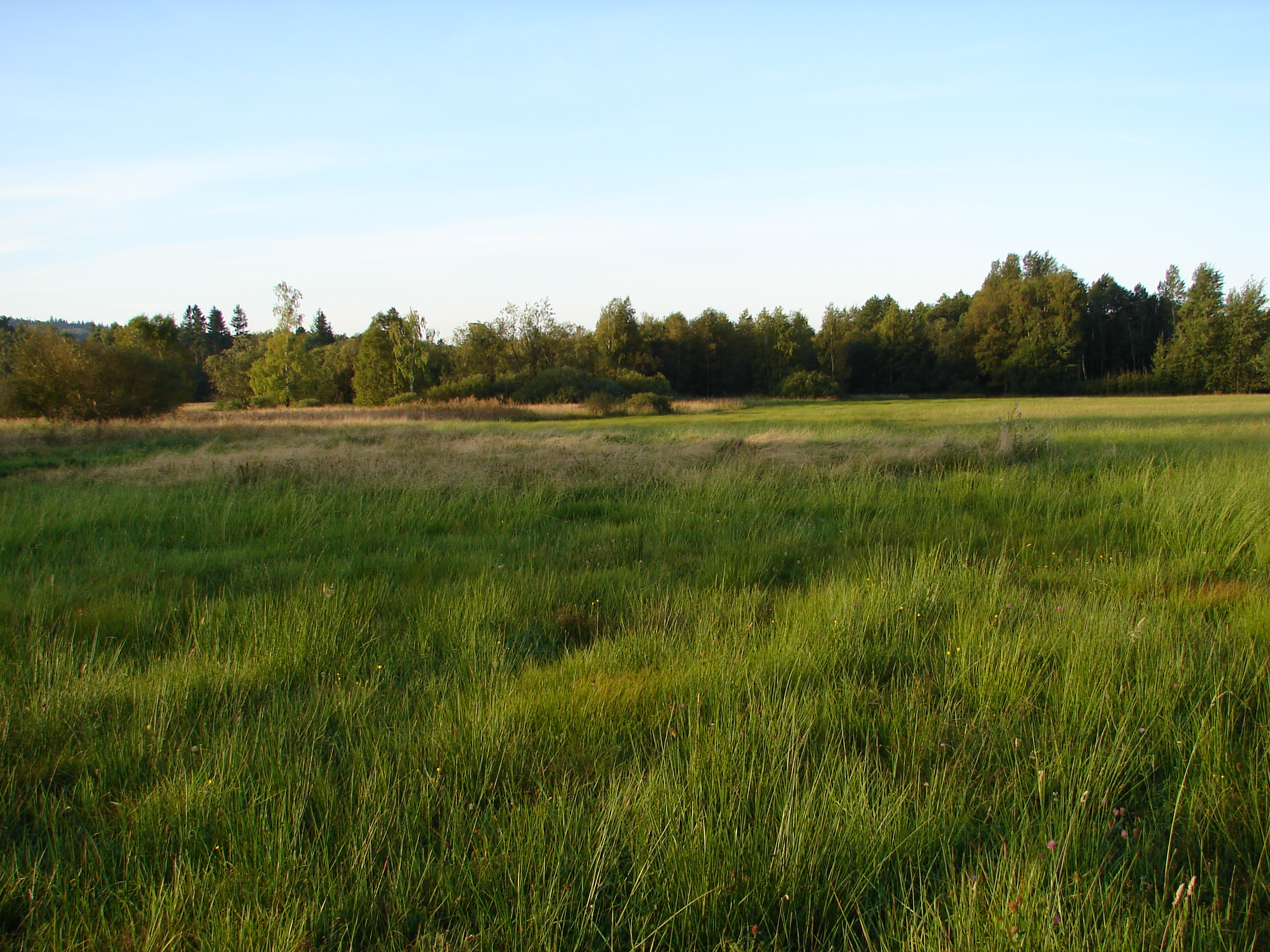
Rašeliniště Kaliště
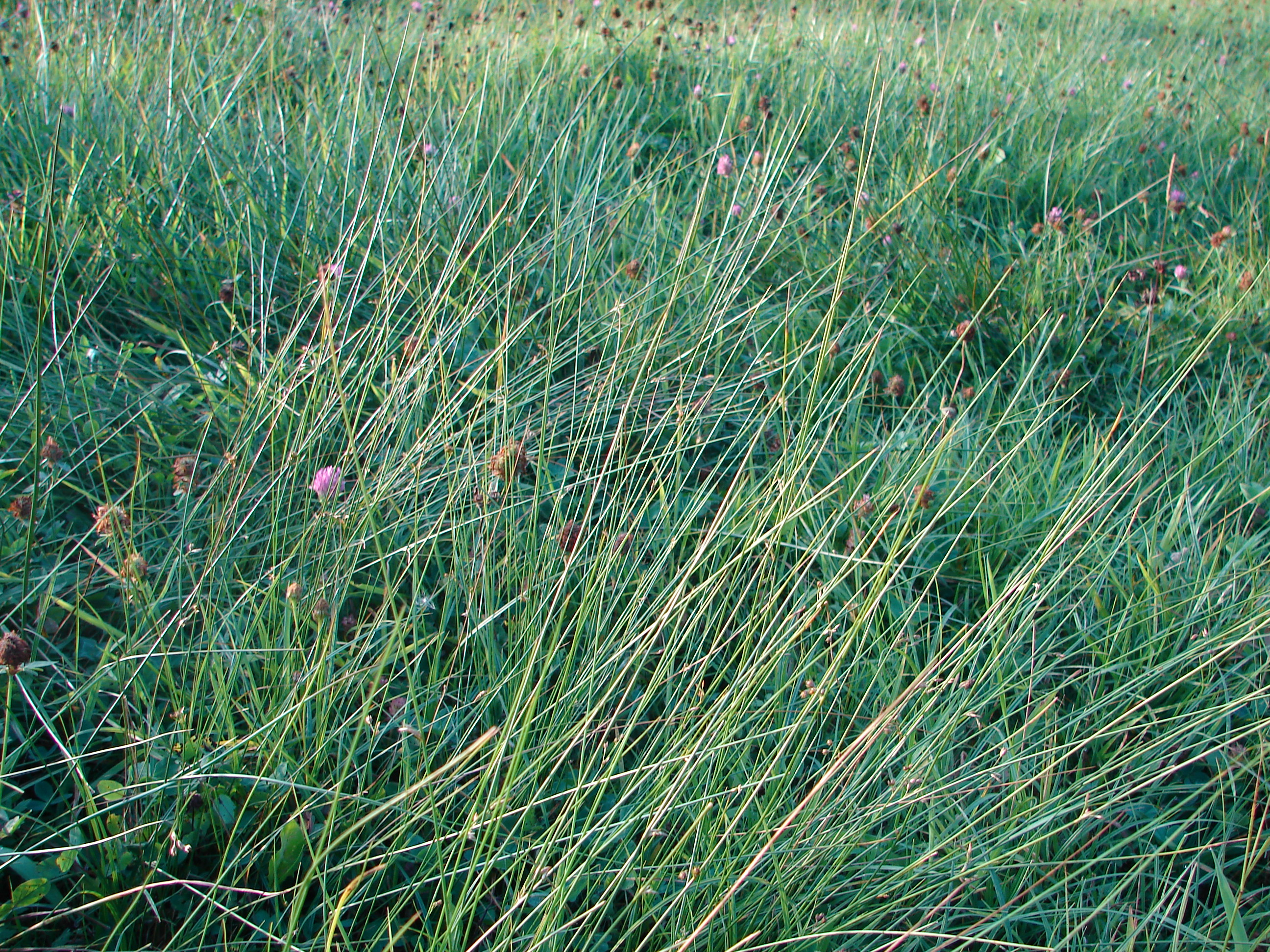
Hydrofilní společenstva
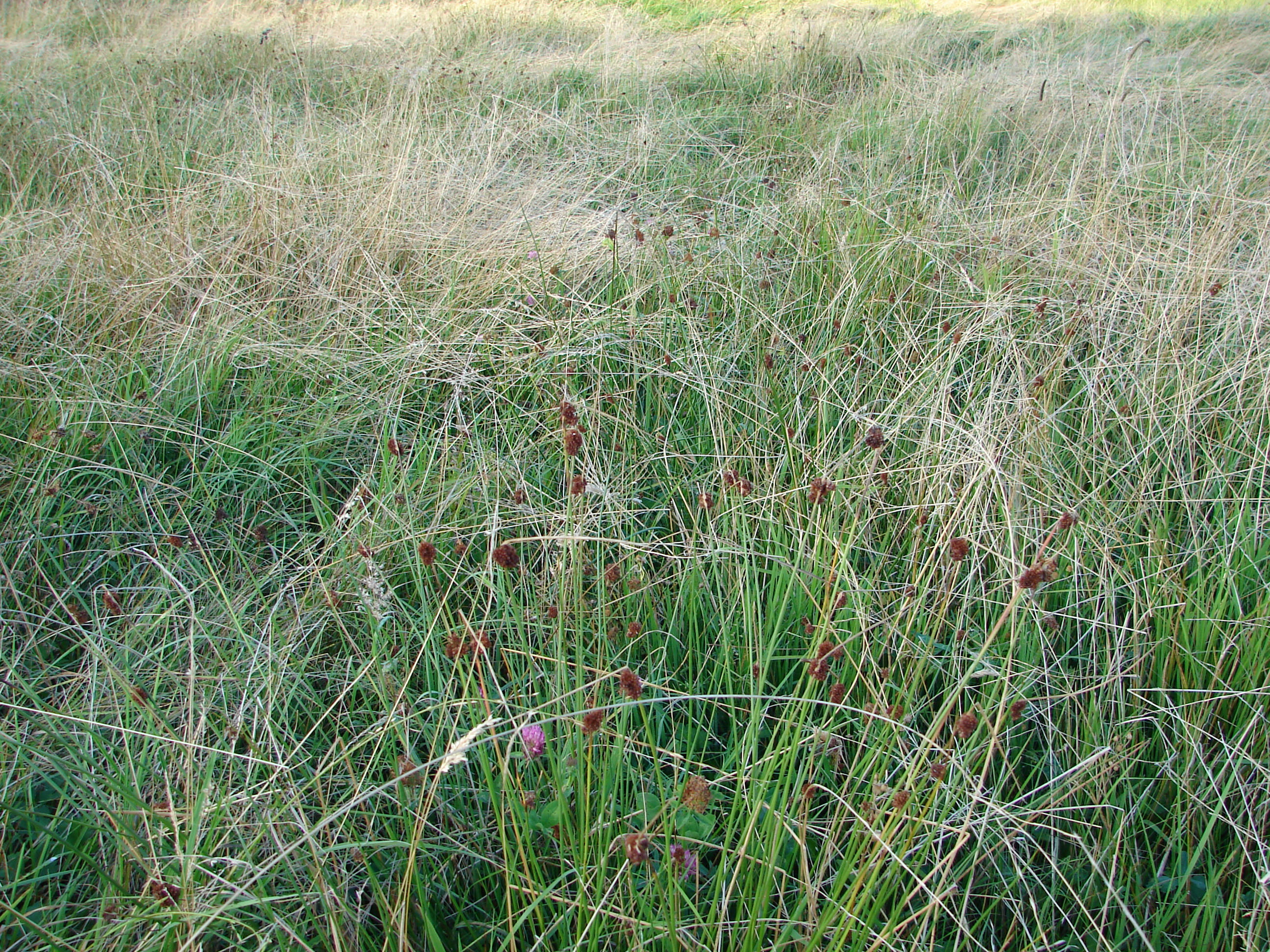
Hydrofilní společenstva